# Kostel svatého Jakuba (Adelsheim)
Kostel svatého Jakuba je starý farní kostel v Adelsheimu v severním Bádensku-Württembersku. Tato gotická stavba je využívána jako hřbitovní kostel.

## Historie
Kostel byl postaven v roce 1489 na zakázku Martina z Adelsheimu. Nahradil předchozí románský a sloužil jako pohřebiště pánů z Adelsheimu. Po reformaci byl od roku 1556 luteranským farním kostelem. Po vybudování nového kostela v roce 1776 tuto funkci ztratil. Od roku 1813 do roku 1821 byl používán reformovanou církví a v letech 1862-1881 katolíky. V roce 1884 byl kostel obnoven pod vedením Hermanna Behaghela. Od té doby kostel, který je stále ve vlastnictví protestantské komunity, slouží městu Adelsheim jako hřbitovní kostel.
Byl postaven severně od historického města na břehu Seckachu. Jednolodní orientovanou stavbu zakončuje třístranný chór. Nad západním štítem stojí osmiboká sanktusová věžička se špičatou helmou. Na severní straně je sakristie a na jižní straně kaple pánů z Adelsheimu. Na vnější stěně se nachází Olivetské sousoší z roku 1495, které se připisuje Hansi Eselerovi.
Velký kříž z lipového dřeva pochází z 15. století, stejně jako eucharistický svatostánek. Dřevěná kazatelna je z roku 1650. Malba v pohřební kapli je z roku 1606. Zvláště pozoruhodných je více než šedesát hrobů, které pocházejí z 14. až 18. století.
Kostel je zastávkou na Svatojakubské cestě z Rothenburgu do Špýru.